# Ryan Spooner
Ryan Spooner (* 30. Januar 1992 in Ottawa, Ontario) ist ein kanadischer Eishockeyspieler, der seit August 2025 bei den Shanghai Dragons aus der Kontinentalen Hockey-Liga (KHL) unter Vertrag steht und dort auf der Position des Centers spielt. Zuvor absolvierte Spooner unter anderem 329 Spiele für die Boston Bruins, New York Rangers, Edmonton Oilers und Vancouver Canucks in der National Hockey League (NHL).

## Karriere
Spooner begann seine Karriere in der Saison 2008/09 bei den Peterborough Petes in der Ontario Hockey League und konnte dort in seiner ersten Spielzeit insgesamt 58 Scorerpunkte erzielen. Im Anschluss an die Saison 2009/10 gewann er die William Hanley Trophy als sportlich fairster Akteur der Liga. Im November 2010 wechselte er zum Ligakonkurrenten Kingston Frontenacs, für die er anschließend eineinhalb Jahre auf dem Eis stand. Zu Beginn des Jahres 2012 wurde der Kanadier wiederum innerhalb der Liga zu den Sarnia Sting transferiert und lief dort bis zum Ende der Spielzeit 2011/12 auf.
Nachdem Spooner bereits im Juli 2011 einen Einstiegsvertrag bei den Boston Bruins aus der National Hockey League erhalten hatte, wurde er im April 2012 fest in die Organisation übernommen. In der Saison 2012/13 kam der Angreifer größtenteils beim Farmteam Providence Bruins in der American Hockey League (AHL) zum Einsatz, bevor er im Februar 2013 erstmals in das NHL-Aufgebot berufen wurde und im Spiel gegen die Canadiens de Montréal sein Debüt in der höchsten Spielklasse Nordamerikas gab, woraufhin drei weitere Partien bis Saisonende folgten. Im folgenden Jahr konnte er sich häufiger für den NHL-Kader empfehlen und absolvierte bereits 23 Spiele, wobei ihm elf Torvorlagen gelangen. Im Februar 2015 erzielte Spooner im Spiel gegen die New Jersey Devils sein erster Torerfolg in der NHL, wobei mit dem Treffer in der Verlängerung seiner Mannschaft zu einem 3:2-Sieg verhalf. Er beendete die Saison 2014/15 mit acht Toren und zehn Vorlagen aus 29 Spielen für die Boston Bruins. Im Sommer 2015 erhielt er eine zweijährige Vertragsverlängerung und seit Beginn der Spielzeit 2015/16 war der Linksschütze fester Bestandteil des NHL-Kaders in Boston.
Nach knapp sechseinhalb Jahren in der Organisation der Bruins wurde Spooner im Februar 2018 kurz vor der Trade Deadline samt Matt Beleskey, Ryan Lindgren, einem Erstrunden-Wahlrecht im NHL Entry Draft 2018 sowie einem Siebtrunden-Wahlrecht im NHL Entry Draft 2019 an die New York Rangers abgegeben. Im Gegenzug wechselte Rick Nash nach Boston, wobei beide Parteien die jeweiligen Gehälter von Nash und Beleskey weiterhin zu 50 Prozent übernahmen. Spooners Zeit in New York war allerdings nur von kurzer Dauer. Bei den Rangers konnte der Stürmer zum Ende der Saison 2017/18 zwar noch mit 16 Punkten aus 20 Spielen auf sich aufmerksam machen, nachdem ihm im ersten Viertel des Folgespieljahres allerdings nur zwei Scorerpunkte gelungen waren, trennten sich die Rangers bereits nach einem Dreivierteljahr wieder von ihm. Im Tausch für Ryan Strome wurde er zu den Edmonton Oilers transferiert. Dort verlor Spooner gar seinen Stammplatz im NHL-Aufgebot und kam zeitweise in der AHL bei den Bakersfield Condors zum Einsatz, bevor ihn die Oilers im Februar 2019 an die Vancouver Canucks abgaben und im Gegenzug Sam Gagner erhielten. Bei den Canucks beendete er die Spielzeit, bevor ihm das Franchise im Juni 2019 sein verbleibendes Vertragsjahr ausbezahlte (buy-out). Einen Monat später schloss er sich dem HC Lugano aus der Schweizer National League an.
Ab Oktober 2019 stand Spooner beim HK Dinamo Minsk unter Vertrag und spielte für Dinamo bis 2021 und gewann mit der Mannschaft den belarussischen Pokalwettbewerb, ehe er zusammen mit Shane Prince zu Awtomobilist Jekaterinburg wechselte. Nach einer Spielzeit kehrte der Stürmer im Juni 2022 zum belarussischen Hauptstadtklub zurück. Im August 2023 folgte ein abermaliger Wechsel des Stürmers innerhalb der KHL, als er sich dem HK Awangard Omsk anschloss. Nachdem der Kanadier dort zwei Jahre verbracht hatte, wechselte er im August 2025 zum chinesischen Ligakonkurrenten Shanghai Dragons.

## Erfolge und Auszeichnungen
- 2010 William Hanley Trophy
- 2013 AHL All-Rookie Team
- 2021 Belarussischer Pokalsieger mit dem HK Dinamo Minsk

## Karrierestatistik
Stand: Ende der Saison 2024/25

### International
Vertrat Kanada bei:
- World U-17 Hockey Challenge 2009
- U18-Junioren-Weltmeisterschaft 2010

(Legende zur Spielerstatistik: Sp oder GP = absolvierte Spiele; T oder G = erzielte Tore; V oder A = erzielte Assists; Pkt oder Pts = erzielte Scorerpunkte; SM oder PIM = erhaltene Strafminuten; +/− = Plus/Minus-Bilanz; PP = erzielte Überzahltore; SH = erzielte Unterzahltore; GW = erzielte Siegtore; 1 Play-downs/Relegation; Kursiv: Statistik nicht vollständig)